# Гридино (Жерноковский сельсовет)
Гри́дино — деревня в Грязовецком районе Вологодской области России, на реке Почка.
Входит в состав Перцевского муниципального образования (с 1 января 2006 года по 9 апреля 2009 года входила во Фроловское муниципальное образование), с точки зрения административно-территориального деления — в Жерноковский сельсовет.
Расстояние до районного центра Грязовца по автодороге — 24 км, до центра муниципального образования Слободы по прямой — 26 км. Ближайшие населённые пункты — Угленцево, Жерноково, Волынево.
По переписи 2002 года население — 49 человек (23 мужчины, 26 женщин). Преобладающая национальность — русские (98 %).